# Línea 4 Sheppard
La Línea 4 Sheppard es la línea de metro más nueva y más corta del sistema de metro de Toronto, operada por la Comité de Tránsito de Toronto (TTC). Se inauguró el 22 de noviembre de 2002 y tiene cinco estaciones a lo largo de 5,5 kilómetros de vía, que se construye sin secciones abiertas en el distrito de North York a lo largo del este de la Avenida Sheppard entre Yonge Street y Don Mills Road. Todas las estaciones son accesibles para sillas de ruedas y están decoradas con arte público único. 
El Gobierno de Ontario ha anunciado planes para extender la línea hacia el este hasta Sheppard Avenue y McCowan Road en Scarborough para encontrarse con una Línea 2 Bloor-Danforth, la cual esta más extendida.

## Historia

### Orígenes
El TTC propuso la línea Sheppard como parte del plan de transporte Network 2011, presentado en 1985, que requería una línea desde Yonge Street hasta la Avenida Victoria Park en el límite entre North York y Scarborough. El plan fue aprobado por el área metropolitana de Toronto, pero el gobierno provincial del Partido Liberal de David Peterson retrasó la financiación.
En 1993, el gobernante Nuevo Partido Democrático (NDP) bajo el mando de Bob Rae propuso financiamiento provincial para cuatro proyectos de metro/LRT para el TTC. En estas cuatro propuestas se incluyeron planes para construir nuevas líneas de metro a lo largo de las avenidas Eglinton y Sheppard y se comenzó a trabajar en ambos proyectos. El NDP fue derrotado en las elecciones provinciales de 1995 y los conservadores progresistas bajo el mando de Mike Harris fueron elegidos. Harris canceló el metro Eglinton en York, pero continuó trabajando en la línea Sheppard.
La financiación de la línea Sheppard fue inicialmente rechazada por el ayuntamiento. Sin embargo, después de una serie de votaciones sobre diferentes modificaciones al proyecto (incluida la construcción de la línea de metro hasta Leslie Street), la propuesta para construir la línea Sheppard de solo túneles, sin pistas, se pasaba por un estrecho margen. Después de que el consejo de la ciudad aprobó esta votación, se volvió a votar sobre todo el proyecto de la línea Sheppard a Don Mills, que luego pasó por un margen muy estrecho. James Bow, un reportero de tránsito de Toronto, documentó que la influencia política del alcalde de North York, Mel Lastman fue crucial para la implementación de la propuesta de la línea Sheppard.
El concejal Joe Pantalone apoyó firmemente la línea, argumentando que era una cuestión de equidad cívica y que los suburbios merecían un buen tránsito, lo que, en su opinión, traería un desarrollo orientado al tránsito. David L. Gunn, quien fue gerente general de TTC, se opuso a la línea Sheppard y dijo que "no tenía sentido construir un metro nuevo y costoso cuando el sistema existente no tenía dinero para hacer reparaciones básicas" y "si la ciudad quería para expandir el tránsito, sería mejor hacerlo en el centro, descongestionando las partes más transitadas del sistema".

### Finalización y apertura
La línea Sheppard se inauguró el 22 de noviembre de 2002. Fue la primera línea de metro nueva de la ciudad desde la apertura de la línea 2 Bloor-Danforth en 1966. Siguió siendo la infraestructura de metro más nueva en Toronto durante 15 años hasta la apertura de la extensión del metro de Toronto a York Spadina en 2017. 

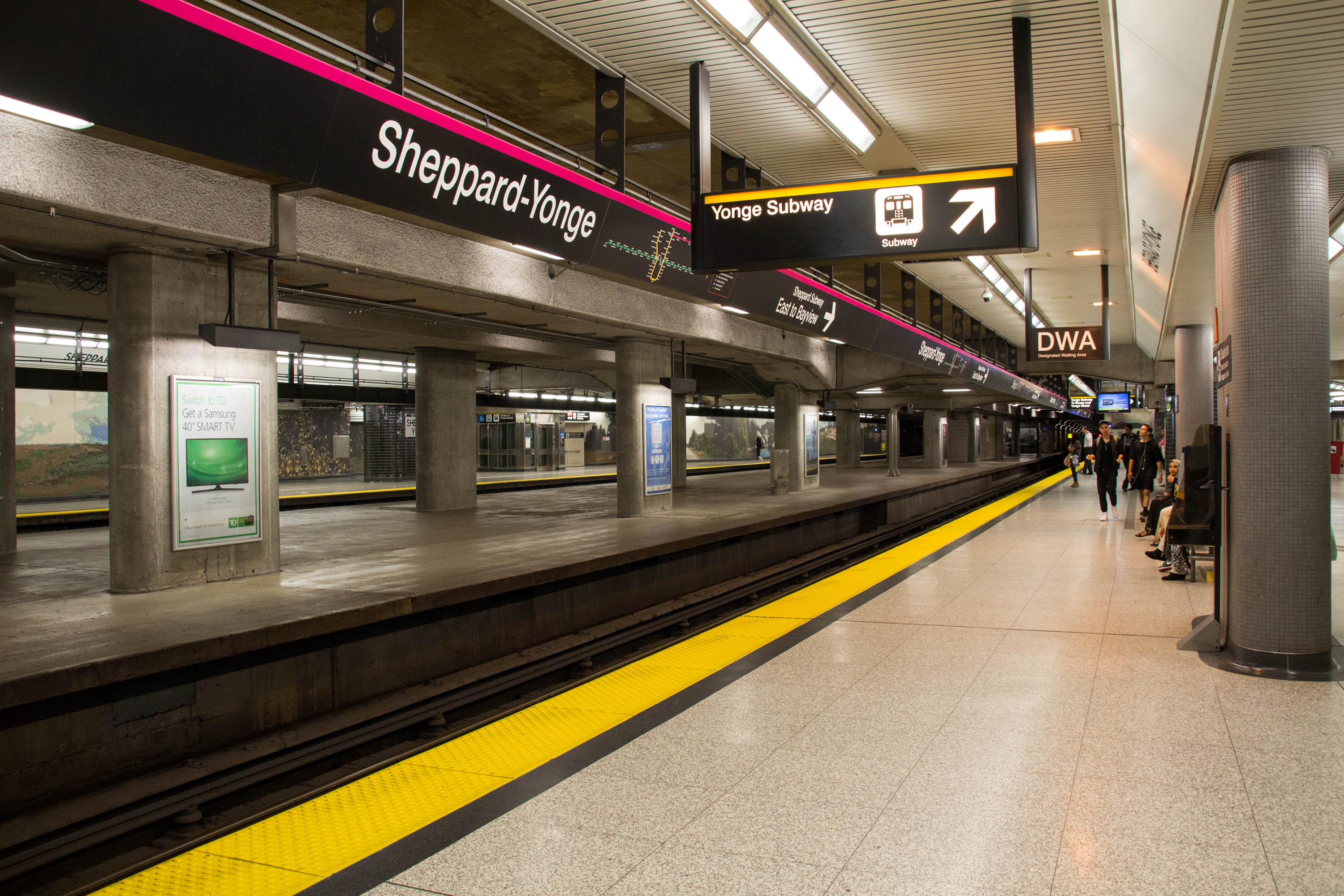
Los andenes con la solución española preliminar en la estación Sheppard-Yonge.

La línea Sheppard costó poco menos de 1.000 millones de dólares canadienses y tardó ocho años en construirse. Es la primera línea de metro en Canadá que tuvo secciones de túneles simples construidas completamente con máquinas perforadoras de túneles. La línea Sheppard es la única línea de metro de Toronto que no tiene tramos abiertos. Todas las estaciones de la línea se construyeron utilizando el método de cortar y cubrir, y la expansión de la estación Sheppard requirió un desvío en forma de S de Yonge Street durante la construcción. Justo al este de la estación Leslie, hay un puente de hormigón cerrado sobre el brazo este del río Don.
Fue la primera línea en tener ascensores accesibles en todas las estaciones. El sistema automatizado para anunciar cada estación se instaló en enero de 2006.
Sus estaciones se construyeron para acomodar los trenes subterráneos estándar de TTC de seis vagones de 23 metros, pero parte de cada plataforma estaba bloqueada ya que solo se necesitan trenes de cuatro vagones para transportar la cantidad de tráfico en la línea. La línea se diseñó para que pueda extenderse en ambos extremos, lo que permite la construcción de los ramales hacia el oeste y hacia el este que se habían planificado. Del mismo modo, el nivel de la línea Sheppard de la estación Sheppard-Yonge se construyó con un diseño de plataforma de solución española preliminar en previsión de un mayor número de pasajeros.
Se propusieron Puertas de andén para la línea Sheppard. Instaladas en el borde de los andenes, las puertas de los andenes se habrían alineado con las puertas de los vagones del metro cuando los trenes estaban en la estación por seguridad y prevención de suicidios. El sistema propuesto se abandonó debido a su costo.

## Estaciones
Las estaciones de la línea son:
| Estación       | Inauguración            | Ubicación | Tipo de estación            | Construcción | Conexiones |
| -------------- | ----------------------- | --------- | --------------------------- | ------------ | --- |
| Sheppard–Yonge | 24 de noviembre de 2002 | Toronto   | Terminal de correspondencia | Subterráneo  | Correspondencia - Línea 1 Otros servicios - Autobuses TTC: 84, 85, 97, 98, 320, 384, 385, 984 - GO Buses: 19/C, 27, 32, 34, 67, 96 |
| Bayview        | 24 de noviembre de 2002 | Toronto   | Paso                        | Subterráneo  | Otros servicios - Autobuses TTC: 11, 85, 385                                                                                       |
| Bessarion      | 24 de noviembre de 2002 | Toronto   | Paso                        | Subterráneo  | Otros servicios - Autobuses TTC: 85, 385                                                                                           |
| Leslie         | 24 de noviembre de 2002 | Toronto   | Paso                        | Subterráneo  | Otros servicios - Autobuses TTC: 51, 85, 385                                                                                       |
| Don Mills      | 24 de noviembre de 2002 | Toronto   | Terminal                    | Subterráneo  | Otros servicios - Autobuses TTC: 10, 24B, 25, 85, 167, 169, 325, 385, 925, 985 - YRT/Viva buses:24, 90 - Viva Green                |

## Material rodante
Desde su apertura en noviembre de 2002 hasta mayo de 2016, la línea operó únicamente con trenes subterráneos T1 de cuatro vagones, con dos miembros del personal operando los trenes: un conductor y un guardia que operaban las puertas. El 30 de mayo de 2016, se introdujeron en esta línea los nuevos trenes subterráneos Toronto Rocket (TR) de cuatro vagones. Reemplazaron los trenes subterráneos T1 más antiguos, que se trasladaron a la Línea 2 Bloor-Danforth. Los TR se basan en los conjuntos de trenes estilo Movia de Bombardier Transportation y son los primeros trenes TTC que no tienen separadores entre los vagones. Esto permite a los pasajeros caminar libremente de un extremo al otro, a diferencia de los vagones de metro anteriores de Toronto.
El cambio a los trenes TR fue necesario porque los trenes de la Línea 4 tienen su base en el Patio de Davisville, al que se accede a través de la Línea 1 Yonge–University. La Línea 1 se convirtió para operar utilizando un sistema de control automático de trenes, y la conversión finalizó en septiembre de 2022. Hay un miembro del personal que conduce el tren y opera las puertas, similar al modelo que ya existe en la Línea 3 Scarborough.